# Chiquimulilla
Chiquimulilla  – niewielka miejscowość na południowym wschodzie Gwatemali, w departamencie Santa Rosa. Według danych szacunkowych z 2012 roku liczba mieszkańców wynosiła 15 162 osób. 
Chiquimulilla leży około 40 km na południe od stolicy departamentu – miasta Cuilapa. Miejscowość leży na wysokości 215 metrów nad poziomem morza, u podnóża gór Sierra Madre de Chiapas, w odległości około 25 km od wybrzeża Pacyfiku. 

## Gmina Chiquimulilla
Miejscowość jest także siedzibą władz gminy o tej samej nazwie, która jest jedną z czternastu gmin w departamencie. W 2012 roku gmina liczyła 47 929 mieszkańców. Gmina jak na warunki Gwatemali jest duża, a jej powierzchnia obejmuje 499 km². Mieszkańcy gminy utrzymują się głównie z rolnictwa i hodowli. W rolnictwie dominuje uprawa trzciny cukrowej, roślin oleistych, ryżu, bawełny, kukurydzy i fasoli.
Klimat gminy jest równikowy, według klasyfikacji Wladimira Köppena, należy do klimatów tropikalnych monsunowych (Am), z wyraźną porą deszczową występującą od maja do października. Średnie roczne opady zawierają się w przedziale pomiędzy 2000 a 4000 mm. Temperatura jest uzależniona od wyniesienia nad poziom morza i pomiędzy marcem a sierpniem w ciągu dnia wynosi średnio od 37°C na wybrzeżu Pacyfiku do 20°C w najwyżej położonych partiach na północy gminy.